# Ziębice
Ziębice (německy Münsterberg; ve starší češtině Minstrberk) je město v jihozápadním Polsku v Dolnoslezském vojvodství v okrese Ząbkowice Śląskie. Leží na řece Olava, přibližně 59 km jižně od krajského hlavního města Vratislavi. Je sídlem stejnojmenné městsko-vesnické gminy. V roce 2023 zde žilo  7 995 obyvatel.

## Historie
Původní sídlo, známé pod slovanským názvem Sambice, bylo pravděpodobně zničeno při nájezdech Mongolů roku 1241. Jako město je pod německým názvem Münsterberg zmiňováno roku 1253. Koncem 13. století zde Boleslav I. Surový, svídnicko-javorský vévoda, postavil hrad. Münsterberg se pak stal sídelním městem Minstrberského knížectví, jednoho z mnoha knížectví ve Slezsku. V roce 1336 obléhal město budoucí český král Karel IV. (tehdy markrabě moravský). Minstrbersko bylo nuceno uznat českou svrchovanost, stalo se lénem České koruny (v období 1456–1569 bylo knížectví ve správě Jiřího z Poděbrad a jeho potomků, kteří užívali titul minstrberských knížat). Město bylo vypleněno za husitských válek a velké škody utrpělo i za války třicetileté.

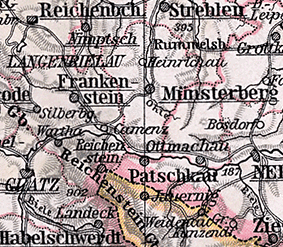
Frankenstein a Münsterberg na pruské mapě z roku 1905

Další zpustošení přinesla městu první slezská válka. Po jejím skončení v roce 1742 připadlo Minstrbersko spolu s větší částí Slezska Prusku. Od roku 1816 byl Münsterberg sídlem okresu Münsterberg, ke změně došlo v roce 1932, kdy byl až do roku 1945 začleněn do okresu Frankenstein v pruské provincii Dolní Slezsko. 

Po skončení druhé světové války připadlo město, stejně jako část Pruského Slezska, Polsku. Všechny menšiny byly odsunuty do Německa a 7. května 1946 bylo město přejmenováno na Ziębice.

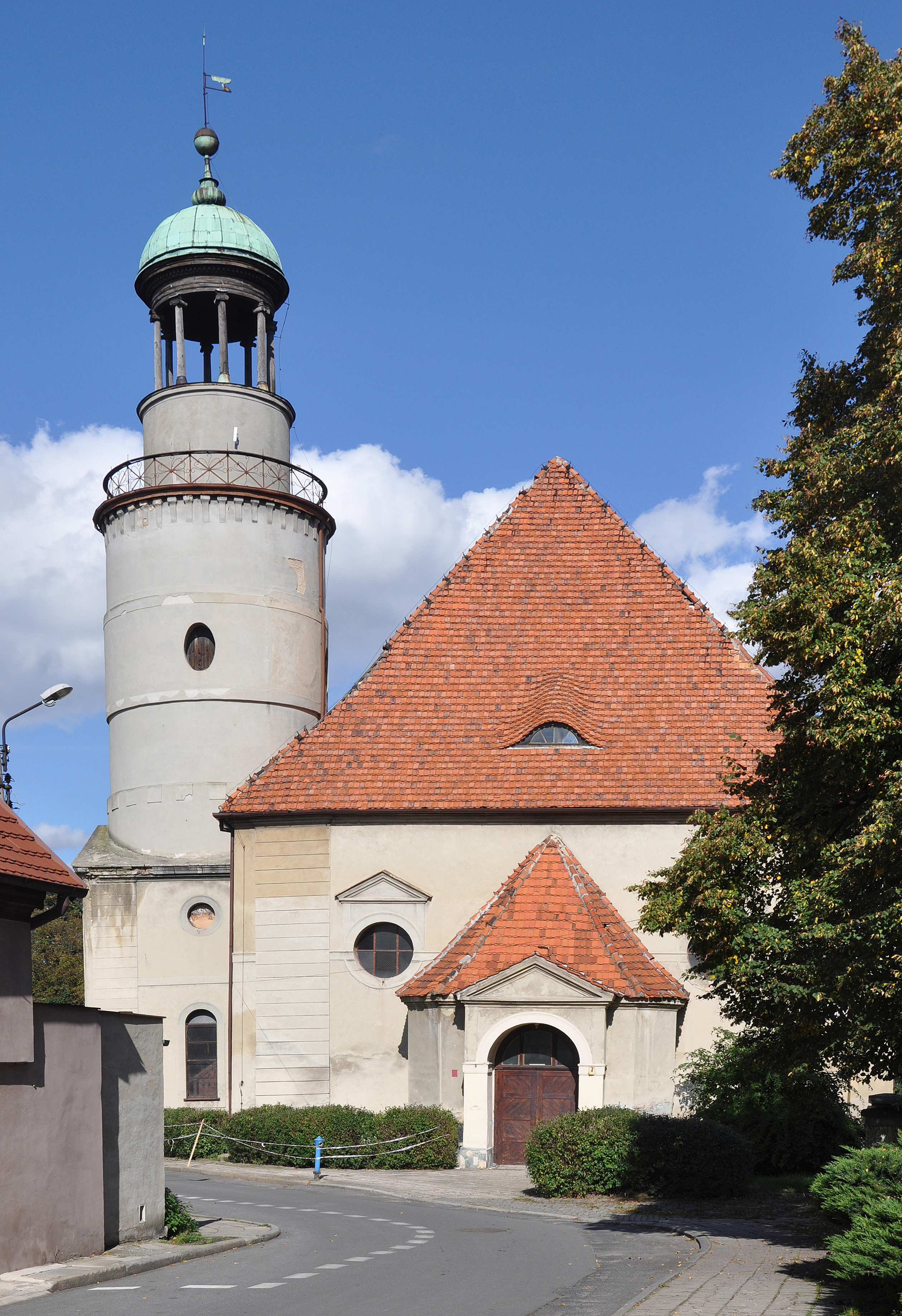
Evangelický kostel (rok 2013)

### Čeští a moravští exulanti
V roce 1742 byl Münsterberg vybrán jako shromaždiště evangelíků prchajících před rekatolizací z českých zemí. Tito exulanti zde vyčkávali na splnění slibů pruského krále Fridricha II. Velikého. První skupinu třiceti českých exulantů  přivedl do válkou zpustošeného města kazatel Jan Liberda v únoru 1742. V Münsterbergu bylo v té době 228 opuštěných míst s ruinami 214 větších a 23 menších domů. Proud exulantů neustával, v březnu 1742 bylo ve městě 600 uprchlíků, v červenci 1200, koncem roku pak dva tisíce. Evidence příchozích byla zprvu vedena na kartičkách, ne všechny byly později, v roce 1746, přepsány do matriky. Jen patnáct českých rodin si v Münsterbergu zakoupilo dům, ostatní čekali na králem slíbenou svobodnou půdu, na níž by založili české osady s kostely a školami. Než se tak stalo, zažili exulanti dost bídy, nemocí a byli městu Münsterberg na obtíž. Od dubna do konce roku 1742 zemřelo v Münsterbergu nejméně 116 lidí, většinou šlo o děti. Fridrich II. stále napomínal slezské úřady, aby podporovaly tyto exulanty, protože je to králův trvalý záměr přijímat takové lidi do země. Vratislavská komora však neměla peníze a chtěla Čechy i Moravany rozptýlit na statcích okolních feudálů. To utečenci nechtěli, zůstávali proto pohromadě a trvali na plnění královských slibů. Velkou oporou jim byl kazatel Václav Blanický, jejich sborové společenství a evangelická víra. 

Až po sedmi letech strádání dosáhli exulanti svého. V roce 1749 byla jimi založena první česká kolonie Husinec, v témže roce pak Friedrichův Tábor, dále pak Friedrichův Hradec (1752), Nové Poděbrady a Čermín (1764), Lubín (1777), Zelov (1803), Kučov (1818), Petrův Hradec (1832), Faustynov (1841) a spoluzakládali i jiné osady. V Münsterbergu byl v roce 1782 postaven českým sborem nový sborový dům s farou, školou a modlitebnou. Když nový kazatel Pavel Čaltík přebíral v roce 1808 místní sbor, bylo v něm pouze 11 českých rodin (45 osob) a téměř všichni rozuměli německy. V roce 1811 splynul český sbor s německým luterským.

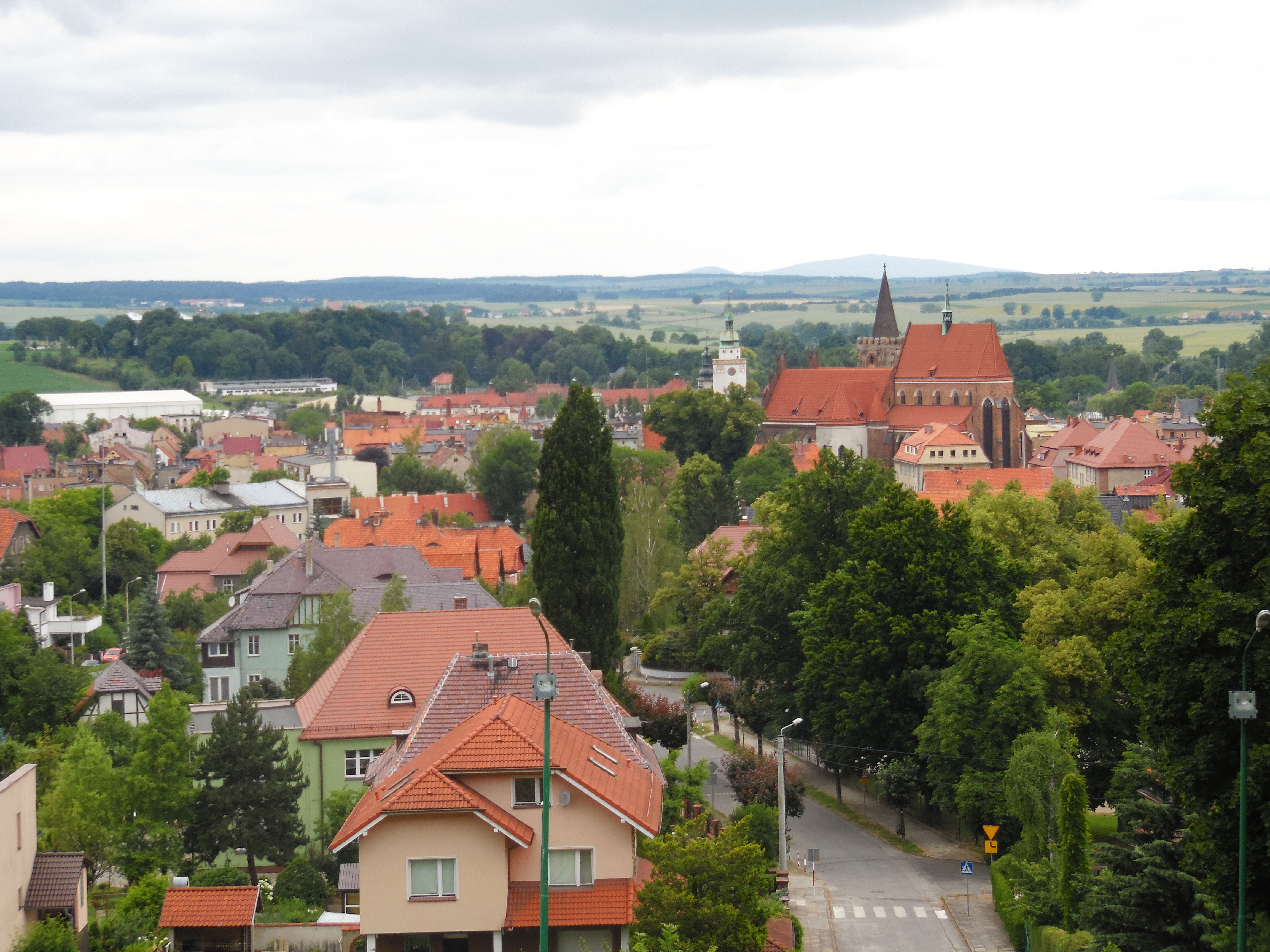
Pohled na centrum města

## Pamětihodnosti
- Farní kostel sv. Jiří ze 13. století, přestavěný v 18. a 19. století
- Samostatná kamenná zvonice z 15. století
- Kostel sv. Petra a Pavla ze 13. století

- Radnice z let 1888–91 s věží ze 16. století
- Synagoga a židovský hřbitov
- Zbytky středověkého opevnění (Kladská brána) a věže

## Osobnosti
- Karl Denke (1860–1924) – sériový vrah. Ve městě žil a pracoval.
- Edyta Górniak (* 1972) – polská zpěvačka

## Partnerská města
- Brighton, Spojené státy americké
- Ebreichsdorf, Rakousko
- Jaroměř, Česko